# Kanton Chârost
Chârost is een kanton van het Franse departement Cher. Het kanton maakt deel uit van het arrondissement Bourges.

## Gemeenten
Het kanton Chârost omvat de volgende gemeenten:
- Chârost (hoofdplaats)
- Civray
- Le Subdray
- Lunery
- Mareuil-sur-Arnon
- Morthomiers
- Plou
- Poisieux
- Primelles
- Saint-Ambroix
- Saint-Florent-sur-Cher
- Saugy
- Villeneuve-sur-Cher

Bij de herindeling van de kantons door het decreet van 21 februari 2014 bleef dit kanton ongewijzigd.